# Хроника Великой Отечественной войны (ноябрь 1944 года)

## 1 ноября1944 года. 1229-й день войны
Будапештская операция. Вечером 1 ноября в полосе наступления 46-й армии 2-го Украинского фронта Р. Я. Малиновского были введены в сражение два механизированных корпуса (см. карту — Будапештская операция (107КБ)).
Совинформбюро. Войска КАРЕЛЬСКОГО фронта, во взаимодействии с соединениями и кораблями СЕВЕРНОГО ФЛОТА, наступая в трудных условиях Заполярья, 1 ноября завершили полное освобождение ПЕЧЕНГСКОЙ (ПЕТСАМСКОЙ) области от немецких захватчиков.
Северо-восточнее и западнее венгерского города НЬИРЕДЬХАЗА наши войска вели наступательные бои, в ходе которых заняли более 40 населённых пунктов…
На БУДАПЕШТСКОМ направлении наши войска между реками ТИССА и ДУНАЙ овладели крупным узлом коммуникаций городом КЕЧКЕМЕТ, городом и узловой железнодорожной станцией КИШКЕРЕШ…

## 2 ноября1944 года. 1230-й день войны
Ломжа-Ружанская наступательная операция. На острув-мазовецком направлении войска 2-го Белорусского фронта расширили захваченный 4 сентября Ружанский плацдарм на реке Нарев до 43 км по фронту и до 20 км в глубину. Завершилась Ломжа-Ружанская наступательная операция 2-го Белорусского фронта, проходившая с 30 августа по 2 ноября 1944 года. Численность войск к началу операции — 153760 человек, безвозвратные потери — 11771 (7,6 %), санитарные потери — 45850, всего — 57621, среднесуточные — 886.
Сероцкая наступательная операция. Завершилась Сероцкая наступательная операция 1-го Белорусского фронта, проходившая с 30 августа по 2 ноября 1944 года. Численность войск к началу операции — 269500 человек, безвозвратные потери — 23090 (8,6 %), санитарные потери — 78355, всего — 101445, среднесуточные — 1560.
1-й Украинский фронт. Завершились боевые действия 1-го Украинского фронта по расширению плацдарма на реке Висла в районе Сандомира, проходившие с 30 августа по 2 ноября 1944 года. Численность войск к началу операции — 205160 человек, безвозвратные потери — 5279 (2,6 %), санитарные потери — 20744, всего — 26023, среднесуточные — 400.
Будапештская операция. К исходу 2 ноября подвижные войска 2-го Украинского фронта вышли с юга на подступы к Будапешту. Противник перебросил в район города танковый корпус. Попытки советских войск ворваться в Будапешт с ходу не увенчались успехом.
Совинформбюро. В течение 2 ноября севернее и западнее венгерского города НЬИРЕДЬХАЗА наши войска в результате наступательных боёв полностью очистили от противника левый берег реки ТИССЫ, заняв при этом город и железнодорожную станцию БЮД-СЕНТ-МИХАЛЬ, крупные населённые пункты и железнодорожные станции ТИССА-ДАДА, ТИССА-ДОБ, ПОЛЬГАР.
На БУДАПЕШТСКОМ направлении между реками ТИССА и ДУНАЙ наши войска, продолжая наступление, овладели городом и железнодорожной станцией НАДКЕРЕШ…

## 3 ноября1944 года 1231-й день войны
Совинформбюро. В течение 3 ноября в Восточной Пруссии севернее и южнее города ГОЛЬДАП наши войска отбивали атаки крупных сил пехоты и танков противника и нанесли ему большой урон в живой силе и технике.
На БУДАПЕШТСКОМ направлении между реками ТИССА и ДУНАЙ наши войска, развивая наступление, с боями заняли более 100 населённых пунктов, в том числе крупные населённые пункты ТОСЕГ, ЭРКЕНЬ, ДИОН, АЛЬШОДАБАШ, УЙХАРТЬЯН, ШАРИ, АЛШОНЕМЕДЬ, БУДЬИ, САЛКСЕНТМАРТОН, ДУНАВЕЧЕ и железнодорожные станции ТОСЕГ, МИКЕБУДА, ЭРКЕНЬ, АЛЬШОДАБАШ, ИНАРЧ-КАКУЧ, ДУНАВЕЧЕ.

## 4 ноября1944 года. 1232-й день войны
Будапештская операция. Ставка ВГК
4 ноября указала командующему 2-м Украинским фронтом Р. Я. Малиновскому, что атака Будапешта на узком участке силами только двух механизированных корпусов с незначительным количеством пехоты может привести к неоправданным потерям. Необходимо, подчёркивала Ставка, быстрее вывести войска 7-й гвардейской, 53, 27 и 40-й армий на западный берег Тиссы, развернуть наступление на широком фронте и разгромить будапештскую группировку врага, нанеся удар с севера и северо-востока. С войсками правого крыла и центра должны были взаимодействовать войска левого крыла фронта (46-я армия, 2-й и 4-й гвардейские механизированные корпуса), наносившие удар с юга.
Совинформбюро. В течение 4 ноября в ВОСТОЧНОЙ ПРУССИИ, севернее и южнее города ГОЛЬДАП, наши войска успешно отбили атаки пехоты и танков противника и в результате предпринятых контратак улучшили свои позиции.
Войска 2-го УКРАИНСКОГО фронта 4 ноября штурмом овладели на территории Венгрии городом и крупным железнодорожным узлом СОЛЬНОК, важным опорным пунктом обороны противника на реке ТИССА, а также с боями заняли между реками ТИССА и ДУНАЙ город и железнодорожный узел ЦЕГЛЕД, город АБОНЬ…

## 5 ноября1944 года. 1233-й день войны
Совинформбюро. В течение 5 ноября в Восточной Пруссии, севернее и южнее города ГОЛЬДАП, наши войска отбивали атаки крупных сил пехоты и танков противника и нанесли ему большие потери в живой силе и технике.
На БУДАПЕШТСКОМ направлении между реками ТИССА и ДУНАЙ наши войска вели наступательные бои, в ходе которых заняли населённые пункты ФОКОРУ, ОЧКАЙ, СБРЕШИ…

## 6 ноября1944 года. 1234-й день войны
Прибалтийская операция (1944). 6-я гвардейская армия и 61-я армия 1-го Прибалтийского фронта прорвались к реке Вента от населённого пункта Нигранда до устья реки Штервелке. К 6 ноября войска фронта заняли железную дорогу Мажейкяй — Ауце (см. карту — Прибалтийская наступательная операция (426КБ)). На этом рубеже наступление пришлось снова прекратить.
Совинформбюро. В течение 6 ноября на фронтах существенных изменений не произошло.
Возвращение кораблей в Севастополь.

## 7 ноября1944 года. 1235-й день войны
Апатин-Капошварская операция. Началась Апатин-Капошварская наступательная операция войск 3-го Украинского фронта Ф. И. Толбухина, продолжавшаяся до 10 декабря 1944 года. К началу наступления 3-й Украинский фронт имел в своём составе 57-ю, 4-ю гвардейскую армии, 18-й танковый корпус и 17-ю воздушную армию. На 120-километровом участке к югу от Сомбора вдоль Дуная действовал лишь 75-й стрелковый корпус 57-й армии М. Н. Шарохина. Остальные силы армии были на подходе к районам её сосредоточения.
В ночь на 7 ноября в районе Апатина 75-й стрелковый корпус без планомерной подготовки начал форсирование Дуная в 175 километрах к югу от Будапешта. Основные силы противника в это время были скованы под Будапештом действиями войск 2-го Украинского фронта.
Совинформбюро. В течение 7 ноября на фронте существенных изменений не произошло.

## 8 ноября1944 года. 1236-й день войны
Совинформбюро. В течение 8 ноября на фронте существенных изменений не произошло.

## 9 ноября1944 года. 1237-й день войны
Карельский фронт. 9 ноября 1944 г. Ставка Верховного Главнокомандования приказала войскам Карельского фронта перейти к обороне на рубеже западнее Киркенеса — Питкяярви — Наутси, имея на линии Нейден — Виртаниэми (юго-западнее Наутси) прикрывающие и разведывательные части (см. карту — Наступление советских войск в Заполярье (749КБ)).
Апатин-Капошварская операция. В ночь на 9 ноября в районе Батины, также как и в районе Апатина, была успешно проведена разведка боем усиленными стрелковыми ротами 74-й и 233-й стрелковых дивизий 75-го стрелкового корпуса. Используя подручные средства, роты форсировали Дунай и захватили на противоположном берегу реки два небольших плацдарма. В последующие четыре дня командир 75-го стрелкового корпуса генерал-майор А. 3. Акименко, стремясь расширить и объединить плацдарм, переправил через реку основные силы обеих дивизий. Развернулись ожесточённые бои, не прекращавшиеся ни днём ни ночью. Части корпуса понесли значительные потери.
Совинформбюро. В течение 9 ноября между реками ТИССА и ДУНАЙ наши войска с боями заняли более 50 населённых пунктов…
Потери противника и трофеи войск 2-го Украинского фронта за время наступательных боёв с 6 октября до 6 ноября 1944 года.
…в результате наступательных боёв войск 2-го Украинского фронта на территории Трансильвании и Венгрии потери противника по главным видам боевой техники и живой силе составляют: пленными и убитыми — 142.160 солдат и офицеров, самолётов — 802, танков и самоходных орудий — 1.038, орудий разных калибров — 2.306, миномётов — 1.470, бронемашин и бронетранспортёров — 469, автомашин — 3.953.

## 10 ноября1944 года. 1238-й день войны
Югославия. Болгарские войска, взаимодействуя с Народно-освободительной армией Югославии, 10 ноября освободили город Велес. После изгнания врага из Белграда соединения 1-го и 12-го югославских корпусов развернули наступление из района Земуна на запад. К исходу 10 ноября они вышли на линию Илок — западнее Лачарака и далее по западному берегу реки Дрины до Яни. Здесь они были остановлены. В результате боевых действий этих корпусов линия фронта отодвинулась на 100—110 километров к западу от Белграда. Германское командование было вынуждено ускорить отвод войск группы армий «Е» с юга Балканского полуострова.
Совинформбюро. В течение 10 ноября между реками ТИССА и ДУНАЙ наши войска с боями заняли несколько населённых пунктов и среди них ХЕЕ БАБА, ХЕЕ ПАПИ, МАРГИТ, БОРШОДСЕМЕРЕ, ТАРНИСЕНТМИКЛОШ, ПЕЛЬ, МАЙОР, ПИЛИШ и железнодорожная станция ЧИНЧЕТАНЬЯ. Таким образом, наши войска перерезали железную дорогу БУДАПЕШТ — МИШКОЛЦ…

## 11 ноября1944 года. 1239-й день войны
Будапештская операция. 11 ноября войсками 2-го Украинского фронта была предпринята попытка новым фронтальным ударом рассечь вражескую группировку восточнее Будапешта, а затем обойти его с севера и в последующем, нанося удар с севера, северо-востока и юга, овладеть городом.
Греция. 10—11 ноября последние немецкие части отошли с территории Греции в Югославию.
Совинформбюро. В течение 11 ноября между реками ТИССА и ДУНАЙ наши войска с боями заняли несколько населённых пунктов и среди них ШАЙО СЕГЕД, НЕМЕШ БИКК, ХЕЕ САЛОНТА…
Болгарские войска, действуя против немцев на территории Югославии, заняли города ШТИП и ВЕЛЕС.

## 12 ноября1944 года. 1240-й день войны
1-й Белорусский фронт. 12 ноября Ставка ВГК направила командованию 1-го Белорусского фронта директиву о переходе войск на варшавском направлении к обороне.(стр. 336)
Совинформбюро. В течение 12 ноября в Венгрии наши войска с боями овладели городом и железнодорожной станцией МЕЗЕКЕВЕШД, городом и железнодорожной станцией МОНОР…
Болгарские войска, действуя против немцев на территории Югославии, заняли город КУМАНОВО.

## 13 ноября1944 года. 1241-й день войны
Апатин-Капошварская операция. 13 ноября в сражение на батинском плацдарме был введён 64-й стрелковый корпус 57-й армии. 75-й стрелковый корпус продолжал бои на апатинском плацдарме. В последующие десять дней оба корпуса полностью сосредоточили свои силы на захваченных плацдармах.
Совинформбюро. В течение 13 ноября в Венгрии наши войска с боями овладели городом и железнодорожной станцией ЯСАПАТИ…

## 14 ноября1944 года. 1242-й день войны
14 ноября подписано подготовленное Европейской консультативной комиссией
соглашение между СССР, США и Великобританией о контрольном механизме в Германии. Это Соглашение устанавливало, что в период выполнения Германией основных требований безоговорочной капитуляции верховная власть будет осуществляться главнокомандующими вооружённых сил СССР, США и Англии, каждым в своей зоне оккупации. По вопросам, затрагивающим Германию в целом, они должны были действовать совместно в качестве членов Контрольного совета — верховного контрольного органа в Германии.
Совинформбюро. В течение 14 ноября в Венгрии наши войска с боями овладели городом и железнодорожной станцией НАДЬКАТА… Южнее БУДАПЕШТА наши войска ликвидировали плацдарм противника на восточном берегу реки ДУНАЙ, заняв при этом город и железнодорожную станцию ШОЛЬТ и населённый пункт ДУНАЭДЬХАЗА.

## 15 ноября1944 года. 1243-й день войны
15 ноября Г. К. Жуков был назначен командующим 1-м Белорусским фронтом, а К. К. Рокоссовский — командующим 2-м Белорусским фронтом.
К. К. Рокоссовский: «Это было столь неожиданно, что я сгоряча тут же спросил:
— За что такая немилость, что меня с главного направления переводят на второстепенный участок?
Сталин ответил, что я ошибаюсь: тот участок, на который меня переводят, входит в общее западное направление, на котором будут действовать войска трёх фронтов — 2-го Белорусского, 1-го Белорусского и 1-го Украинского; успех этой решающей операции будет зависеть от тесного взаимодействия этих фронтов, поэтому на подбор командующих Ставка обратила особое внимание».
17 ноября командующие вступили в должность.
Совинформбюро. В течение 15 ноября в Венгрии наши войска с боем овладели городом и железнодорожной станцией ЯСБЕРЕНЬ…
Болгарские войска, действуя против немцев совместно с югославскими войсками, с боем овладели на территории Югославии городом и железнодорожным узлом СКОПЛЕ.

## 16 ноября1944 года. 1244-й день войны
Совинформбюро. В течение 16 ноября в Венгрии наши войска с боями овладели городом и железнодорожной станцией ЯСАРОКСАЛЛАШ, узловой железнодорожной станцией ВАМОШДЬЕРК…

## 17 ноября1944 года. 1245-й день войны
Албания. Национально-освободительная армия Албании освободила столицу страны — город Тирану.
Совинформбюро. В течение 17 ноября в Венгрии наши войска с боями овладели городом и железнодорожным узлом ФЮЗЕШАБОНЬ…

## 18 ноября1944 года. 1246-й день войны
Моонзундская операция (1944). 18 ноября войска Ленинградского фронта возобновили наступление. Преодолевая ожесточённое сопротивление противника, поддерживаемого двумя крейсерами и несколькими эскадренными миноносцами, советские войска прорвали последний оборонительный рубеж на полуострове Сырве острова Эзель.
Совинформбюро. В течение 18 ноября в Венгрии наши войска с боями заняли несколько населённых пунктов и среди них ГЕРНАД-НЕМЕТИ, ШАЙО-ЛАД, КИШ-ТОКАЙ…

## 19 ноября1944 года. 1247-й день войны
Совинформбюро. В течение 19 ноября в Венгрии наши войска с боем овладели городом и железнодорожной станцией ДЬЕНДЬЕШ, а также заняли несколько других населённых пунктов и среди них ГЕРНАД-КАК, ГЕРЕМБЕЛЬ, ТОФАЛУ, ВЕЧЬ, ХЕВЕШУГРА, БОЛДОГ, ГАЛГА-ХЕВИЗ.

## 20 ноября1944 года. 1248-й день войны
Ондавская операция. Началась Ондавская наступательная операция войск 4-го Украинского фронта, продолжавшаяся до 15 декабря 1944 года.
Совинформбюро. В течение 20 ноября в Венгрии наши войска с боями заняли несколько населённых пунктов: среди них — ЧАНАЛОШ, ГЕСТЕЛЬ, СИРМА, ЧАБА, ДИОШ-ДЬОР, ОШТОРОШ, ЕГЕРСАЛОК, ДЕМЬЕН, ДЕМОСЛО, МАРКАМ, ВИШОНТА и железнодорожная станция Киштайя.

## 21 ноября1944 года. 1249-й день войны
Совинформбюро. На острове САРЕМА (ЭЗЕЛЬ) наши войска, после мощных ударов артиллерии, прорвали сильно укреплённую оборону противника в узкой части южной оконечности острова и, развивая наступление, с упорными боями овладели населёнными пунктами РАХУСТЕ, КАЙМРИ, НИСУМА… Таким образом, к исходу 21 ноября на южной оконечности острова в руках противника оставался небольшой плацдарм до 7 километров в глубину, который во всех точках простреливается огнём нашей артиллерии…
В Венгрии нашими войсками заняты населённые пункты ФЕЛДЕДРЕ, ВЕРПЕЛЕТ, МАЙКА, КИШ НАНА, Абашар
и железнодорожная станция ВЕРПЕЛЕТ.

## 22 ноября1944 года. 1250-й день войны
Совинформбюро. В течение 22 ноября в Венгрии наши войска с боями заняли населённые пункты ЕГЕРСОЛАТ, ДЬЕНДЬЕШОРОСИ, ДЬЕНДЬЕШТАРЬЯН, ПЮШПЕКИ, НАДЬ-РЕДЕ, ХЕВИЗ ДЬЕРК.

## 23 ноября1944 года. 1251-й день войны
Апатин-Капошварская операция. 64-й и 75-й стрелковые корпуса 57-й армии к 23 ноября объединили батинский и апатинский плацдармы.
Совинформбюро. В течение 23 ноября на острове САРЕМА (ЭЗЕЛЬ) наши войска вели бои по уничтожению группировки противника на южной оконечности острова и овладели сильно укреплёнными опорными пунктами ТЮРЬЕ, ИДЕ и МЯЕБЕ…
В Чехословакии, севернее и северо-западнее города ЧОП, наши войска вели наступательные бои, в ходе которых заняли город ЧЕПЕЛЬ… Город и железнодорожный узел ЧОП, переходивший из рук в руки, вновь занят нашими войсками…
В ВЕНГРИИ наши войска с боями заняли населённые пункты и железнодорожные станции ТОКАЯ, ТАРЦАЛ.

## 24 ноября1944 года. 1252-й день войны
Моонзундская операция (1944). К утру 24 ноября войска Ленинградского фронта во взаимодействии с Краснознамённым Балтийским флотом полностью очистили от противника остров Сааремаа (Эзель). Завершилась Моонзундская десантная операция.
Прибалтийская операция (1944). Завершилась Прибалтийская стратегическая наступательная операция, проходившая с 14 сентября по 24 ноября 1944 года. Советские войска нанесли поражение немецкой группе армий «Север», её оставшиеся соединения оказались отрезаны с суши от Восточной Пруссии в Курляндии и в районе Мемеля (Клайпеда) (см. карту — Прибалтийская наступательная операция (426КБ)).
Продолжительность операции — 72 суток. Ширина фронта боевых действий — 1000 км. Глубина продвижения советских войск — 300 км. Среднесуточные темпы наступления — 4—5 км. Численность войск к началу операции — 1546400 человек, безвозвратные потери — 61468 (3,9 %), санитарные потери — 218622, всего — 280090, среднесуточные — 3890.
Совинформбюро. Войска ЛЕНИНГРАДСКОГО фронта, при поддержке кораблей Краснознамённого Балтийского флота, в результате упорных боёв 24 ноября завершили очищение от противника острова САРЕМА (ЭЗЕЛЬ), превращённого немцами в опорный пункт, прикрывавший подступы к РИЖСКОМУ заливу. Тем самым территория Советской ЭСТОНИИ полностью освобождена от немецких захватчиков…
В ЧЕХОСЛОВАКИИ, северо-западнее и западнее города ЧОП, наши войска с боями заняли несколько населённых пунктов: среди них — УБРЕЖ, ФЕКИШОВЦЕ, РЕВИШТЬЯ…
В ВЕНГРИИ наши войска, преодолевая сопротивление и контратаки противника, овладели населёнными пунктами МЕЗЕ-ЗОМБОР, ЛЕДЬЕШ-БЕНИЕ, МАЙОШ…

## 25 ноября1944 года. 1253-й день войны
Совинформбюро. В течение 25 ноября на территории ЧЕХОСЛОВАКИИ, северо-западнее и западнее города ЧОП, наши войска с боями заняли населённые пункты НЕМЕЦКА ПОРУБА, ЙОВСА, КУШИН…
В ВЕНГРИИ наши войска овладели населёнными пунктами ОРЕГ-ЧАНАЛОШ, КАКАШ, ТАРНАСЭНТМАРИЯ, КЕРЕКХАРАС, ДЭМАНТ.

## 26 ноября1944 года. 1254-й день войны
1-й Украинский фронт. В течение ноября 38-я армия и Чехословацкий армейский корпус 1-го Украинского фронта вели бои местного значения. В связи с продвижением войск 2-го Украинского фронта в Венгрии и выходом армий 4-го Украинского фронта в Закарпатье в ночь на 26 ноября немецкое командование начало отводить оборонявшиеся перед 38-й армией войска.
Будапештская операция. 26 ноября завершилось наступление войск 2-го Украинского фронта с целью фронтальными ударами овладеть Будапештом. На направлении главного удара войска фронта вышли на подступы к Будапешту с востока, а на правом крыле — в район восточнее Мишкольца и вплотную приблизились к горам Бюкк и Матра, но главная задача, поставленная Ставкой, оказалась невыполненной.
Апатин-Капошварская операция. После расширения батинского и апатинского плацдармов и их слияния в сражение были введены 6-й гвардейский стрелковый корпус 57-й армии 3-го Украинского фронта, одна механизированная бригада и 21-й гвардейский стрелковый корпус 4-й гвардейской армии И. В. Галанина. 4-я гвардейская армия вышла в первый эшелон фронта правее 57-й армии. К исходу 26 ноября плацдарм был расширен до 50 километров по фронту и 14—17 километров в глубину.
Совинформбюро. Войска 4-го УКРАИНСКОГО фронта 26 ноября овладели на территории Чехословакии городами МИХАЛОВЦЕ и ГУМЕННЕ — важными узлами коммуникаций и опорными пунктами обороны противника…
В ВЕНГРИИ наши войска, в результате упорных боёв, овладели городом и железнодорожным узлом ХАТВАН.

## 27 ноября1944 года. 1255-й день войны
Совинформбюро. В течение 27 ноября на территории ЧЕХОСЛОВАКИИ наши войска с боями заняли более 50 населённых пунктов: среди них — ДОЛГОНЯ, СВИДНИЧКА, КРУЖЛОВА…

## 28 ноября1944 года. 1256-й день войны
Совинформбюро. В течение 28 ноября на территории Чехословакии наши войска с боями заняли более 60 населённых пунктов, в числе которых СВИДНИЧКА, ВЫШНИЙ СВИДНИК, СТРОЧИН…
На территории Венгрии, севернее города НЬИРЕДЬХАЗА, наши войска, форсировав реку ТИССА, с боями заняли населённые пункты ЗЕМПЛЕНАГАРД, ОРХЕДЬ, ДАМОЦ…

## 29 ноября1944 года. 1257-й день войны
Албания. 29 ноября воины албанской армии освободили город Шкодера. Остатки немецких войск пересекли северную границу Албании и ушли в Югославию.
Совинформбюро. Войска 3-го УКРАИНСКОГО фронта, перейдя в наступление, форсировали ДУНАЙ севернее реки ДРАВА, прорвали оборону противника на западном берегу ДУНАЯ и, продвинувшись в глубину до 40 километров, расширили прорыв до 150 километров по фронту. В ходе наступления войска фронта овладели городами и крупными узлами коммуникаций ПЕЧ, ВАТАЖЕК, МОХАЧ и с боями заняли более 330 других населённых пунктов…

## 30 ноября1944 года. 1258-й день войны
1-й Украинский фронт. К 30 ноября 38-я армия, преследуя отходящего противника, достигла реки Ондавы, где и перешла к обороне (см. карту — Восточно-Карпатская операция (896 КБ)).
Совинформбюро. В течение 30 ноября на территории ЧЕХОСЛОВАКИИ наши войска с боями заняли более 30 населённых пунктов: среди них — БЕРЕЗНИЦА, МИНЬОВЦЕ, КЕЛЧА…
Войска 2-го УКРАИНСКОГО фронта, продолжая наступление, 30 ноября овладели крупными узлами коммуникаций и важными опорными пунктами обороны противника окружными центрами Венгрии городами ЭГЕР и СИКСО…
Северо-восточнее и южнее города ПЕЧ наши войска, продолжая наступление, с боями заняли более 50 населённых пунктов, в том числе крупные населённые пункты ДЭЧ, ЭЧЕНЬ, КАКАШД…
На территории ЮГОСЛАВИИ наши войска, действуя совместно с частями Народно-освободительной армии Югославии, овладели городом и железнодорожным узлом КРАЛЬЕВО.

## Перечень карт
1. Общий ход военных действий в третьем периоде войны. Декабрь 1943 г. — май 1945 г. (2,92 МБ)
2. Общий ход военных действий в летне-осенней кампании 1944 года (1,4 МБ)
3. Прибалтийская наступательная операция (426КБ)
4. Восточно-Карпатская операция (896 КБ)
5. Наступление советских войск в Заполярье (749КБ)
6. Будапештская операция (107КБ)

## Список литературы
1. ↑  Сводки, сообщения Совинформбюро и Приказы Верховного Главнокомандующего Вооруженными Силами СССР. 1941—1945 гг. Дата обращения: 16 ноября 2009. Архивировано 12 августа 2010 года.
2. 1 2 3  http://www.soldat.ru/doc/casualties/book/chapter5_10_1.html#5_10_22 Архивная копия от 5 мая 2008 на Wayback Machine Россия и СССР в войнах XX века. Потери вооруженных сил: Статистическое исследование]. / Под общ. ред. Г. Ф. Кривошеева. — М.: Олма-Пресс, 2001.
3. ↑  История Великой Отечественной войны Советского Союза 1941—1945. Том четвёртый. Воениздат. МО СССР М. —1961 Архивная копия от 17 мая 2012 на Wayback Machine (стр. 391)
4. ↑  Баграмян И.X. Так шли мы к победе. — М.: Воениздат, 1977. (стр. 485)
5. ↑  Штеменко С. М. Генеральный штаб в годы войны. — М.: Воениздат, 1989.
6. ↑  Жуков Г К. Воспоминания и размышления. В 2 т. — М.: Олма-Пресс, 2002 (том 2 стр. 259)
7. ↑  Рокоссовский К. К. Солдатский долг. — М.: Воениздат, 1988. (стр. 286)